# Гудакр, Джилл
Джилл Гуда́кр (англ. Jill Goodacre; род. 29 марта 1965, Лаббок, Техас, США) — американская актриса, клипмейкер, фотомодель и фотограф.

## Биография
Джилл Гудакр родилась 29 марта 1965 года в Лаббоке (штат Техас, США) в семье ныне разведённых брокера Уильяма Гудакра и скульптора Гленны Гудакр (род. 1939), которая позже вышла замуж за юриста Майкла Ли Шмидта. У Джилл есть брат.

## Карьера
Джилл начала свою карьеру в качестве фотомодели в 1980-х годах. В 1986—1997 годах Гудакр сыграла в пяти фильмах и телесериалах. В 1993 году она выступила в качестве клипмейкера видео «живых» выступлений «The New York Big Band Concert» Гарри Конника-младшего и также снялась в нескольких его видеоклипах.
Снялась в 7-м эпизоде 1 сезона телесериала «Друзья» в роли самой себя, застрявшей с Чендлером Бингом в вестибюле банка. Также является фотографом.

## Личная жизнь
С 16 апреля 1994 года Джилл замужем за музыкантом Гарри Конником-младшим. У супругов есть три дочери: Джорджия Тейтом Конник (род. 17 апреля 1996), Сара Кейт Конник (род. 12 сентября 1997) и Шарлотта Конник (род. 26 июня 2002).
В октябре 2012 года Джилл был поставлен диагноз рак молочной железы. Гудакр перенесла лампэктомию, радиотерапию и несколько операций, вскоре после чего вошла в ремиссию. Она призналась в перенесённой болезни публично лишь в октябре 2017 года, накануне пятилетия своей ремиссии, и сказала, что её прогнозы весьма благоприятны.